# Antonino Perrone
Antonino Perrone (Milano, 7 maggio 1924 – 19 ottobre 1994) è stato un politico italiano.
È stato Sottosegretario di Stato alla Presidenza del Consiglio con delega per la Cassa del Mezzogiorno nel secondo governo Cossiga e deputato della Democrazia Cristiana per cinque legislature dalla VI alla X, eletto nel collegio di Catania.